# Énumération radio
L’énumération radio est une technique de communication radio. Les transmissions radio sont soumises fréquemment à des parasites et interférences. Il est donc parfois nécessaire de transmettre les nombres en énumérant les chiffres un par un.

## Règle générale
Lorsque la qualité de transmission est correcte, on égrène les nombres. Ainsi, le nombre 105 sera transmis « un-zéro-cinq » en français, « one-zero-five » en anglais.
Lorsque la qualité de transmission est mauvaise (signal faible ou parasité), les nombres sont remplacés par des mots ou des expressions.

## En France

### Règle
Énumération utilisée par les secouristes et sapeurs-pompiers français.
À l’exception de 0, 1 et 2, la règle générale est la suivante où « n » est le chiffre :
- pour les chiffres pairs, on accole « n comme deux fois n / 2 », par exemple « dix comme deux fois cinq » ;
- pour les chiffres impairs, on accole « n comme (n + 1) / 2 et (n - 1) / 2 », par exemple « cinq comme trois et deux ».

### Table d’énumération
| Chiffre | Énumération                     |
| ------- | ------------------------------- |
| 0       | « zéro » ou « zéro comme rien » |
| 1       | « un tout seul » ou « unité »   |
| 2       | « deux comme un et un »         |
| 3       | « trois comme deux et un »      |
| 4       | « quatre comme deux fois deux » |
| 5       | « cinq comme trois et deux »    |
| 6       | « six comme deux fois trois »   |
| 7       | « sept comme quatre et trois »  |
| 8       | « huit comme deux fois quatre » |
| 9       | « neuf comme cinq et quatre »   |

Exemple : « la victime a un pouls à cent vingt, j'énumère : un tout seul, deux comme un et un, zéro ».

### Groupes date heure
On utilise systématiquement l'heure sur 24 h, c'est-à-dire que 6 h désigne six heures du matin, et 18 h désigne six heures du soir. Pour transmettre l'heure, on enlève le « h » et on lit le résultat comme un seul nombre ; on appelle ceci le groupe horaire. Le groupe horaire est donc compris entre 0 (zéro, pour minuit) et 2 359 (deux mille trois cent cinquante neuf, pour 23 h 59).
De la même manière, on transmet la date en accolant les nombres du jour et du mois et lisant le résultat « jjmm » comme un seul nombre ; c'est le groupe date.
Notamment, lorsqu'un message est relayé d'un opérateur radio vers un autre (c'est-à-dire que le destinataire final du message n'est pas directement à l'écoute), on transmet toujours le groupe date et le groupe horaire de l'émission du message d'origine.
Les groupes date heure ne sont en général pas énuméré, sauf accident de transmission.
Exemple d'en-tête de message formel : « Émetteur : Merlin Châtelaillon — Destinataire : Gareth Nord — Groupe date deux cent cinq — Groupe horaire mille trois-cent dix — Message : … » (message rédigé le 2 mai à 13 h 10 par le chef de corps des sapeurs-pompiers de Châtelaillon à destination du commandement de groupement Nord)

## En communication internationale
L'épellation des chiffres se fait selon la norme internationale Interco (pour International Communication) :
| Chiffre          | Code       | Prononciation phonétique intuitive |
| ---------------- | ---------- | ---------------------------------- |
| 0                | NADAZERO   | NA-DA-ZI-RO                        |
| 1                | UNAONE     | OU-NA-OUÂNNE                       |
| 2                | BISSOTWO   | BIS-SO-TOU                         |
| 3                | TERRATHREE | TÈ-RA-FRI                          |
| 4                | KARTEFOUR  | KÂR-TÉ-FOR                         |
| 5                | PANTAFIVE  | PANNE-TA-FAILLE-V                  |
| 6                | SOXISIX    | SOK-SI-SICS                        |
| 7                | SETTESEVEN | SÈ-TE-SÈ-VEUNNE                    |
| 8                | OKTOEIGHT  | OC-TÔ-EILLE-T                      |
| 9                | NOVENINE   | NO-VE-NAÏNE                        |
| Virgule décimale | DECIMAL    | DÈ-SI-MÔLE                         |
| Point            | STOP       | STOP                               |

NOTE : Accentuer de façon égale chaque syllabe.
La seconde composante du mot de code de chaque chiffre est son nom en anglais.
Dans le monde de l'aviation, les chiffres sont épelés l'un après l'autre sous cette forme, à l'exception du 9 prononcé niner. Ainsi la fréquence 118,975 MHz se prononce : « One One Eight Decimal Niner Seven Five ». Le premier 1 étant parfois omis puisque la fréquence se trouve de toute manière dans la bande aviation (donc simplement « One Eight Decimal Niner Seven Five »). Si le premier 1 est prononcé, il arrive parfois aussi que le decimal soit omis (donc simplement « One One Eight Niner Seven Five »).